# Venatrix ornatula
Venatrix ornatula là một loài nhện trong họ Lycosidae.
Loài này thuộc chi Venatrix. Venatrix ornatula được Ludwig Carl Christian Koch miêu tả năm 1877.